# Калхун, Джим
Джеймс Э. (Джим) Калху́н (англ. James A. "Jim" Calhoun; родился 10 мая 1942 года в Брейнтри, штат Массачусетс) — американский баскетбольный тренер, бывший главный тренер мужской баскетбольной команды Коннектикутского университета. Калхун трижды, в 1999, 2004 и 2011 годах, приводил университетскую команду к победе в студенческом чемпионате США. После победы его команды в 2011 году в студенческом чемпионате NCAA 68-летний Калхун стал самым возрастным тренером, выигравшим титул чемпиона в мужском баскетбольном турнире первого дивизиона. 29 воспитанников Джима Калхуна стали игроками клубов Национальной баскетбольной ассоциации. В 2005 году Калхун был принят в Зал славы баскетбола.

## Биография
Джим Калхун родился и вырос в семье ирландских католиков в городе Брейнтри в Массачусетсе. В старшей школе он играл в баскетбол, американский футбол и бейсбол. В 15 лет Джим остался без отца и вынужден был заботиться о большой семье. После окончания школы он получил баскетбольную стипендию в колледже штата в Лоуэлле, но ему пришлось бросить колледж через три месяца, чтобы заботиться о семье. Калхун работал резчиком по граниту, изготовителем надгробий, могильщиком, рабочим на складе металлолома и фабрике по изготовлению шампуня.
Через 20 месяцев после ухода из колледжа Калхун продолжил обучение, поступив в Американский международный колледж в Спрингфилде, где он также получил баскетбольную стипендию. В первых двух сезонах Джим был ведущим игроком университетской баскетбольной команды, в третьем сезоне стал её капитаном и помог выйти в плей-офф второго дивизиона национального студенческого чемпионата. В 1968 году Калхун окончил колледж, получив степень бакалавра по социологии.
С 1966 по 1968 годы Калхун работал помощником главного тренера баскетбольной команды Американского международного колледжа, после чего как главный тренер по году руководил баскетбольными командами старших школ «Олд Лайм» в Коннектикуте и «Вестпорт» в Массачусетсе. В 1972 году Калхун создал сильную баскетбольную команду в школе «Дедэм» в Массачусетсе, под его руководством команда выиграла 21 игру при одном поражении и дошла до полуфинала чемпионата штата.
В октябре 1972 года Джим Калхун стал главным тренером баскетбольной команды Северо-Восточного университета в Бостоне. Он на протяжении 14 сезонов руководил университетской командой и вывел её в лидеры Северо-Атлантической Конференции. Один из ведущих игроков той команды Калхуна, Реджи Льюис, впоследствии был выбран на драфте НБА в первом раунде и стал капитаном клуба «Бостон Селтикс».
В 1986 году Калхун был назначен главным тренером баскетбольной команды Коннектикутского университета. За годы своей работы он сделал университетскую команду «Хаскис» одной из сильнейших в США: трижды она выигрывала студенческий чемпионат и 6 раз побеждала в чемпионате конференции Биг-Ист. 13 сентября 2012 года семидесятилетний Калхун объявил о своём уходе с должности тренера и выходе на пенсию. За всё время под его руководством команда университета Коннектикута одержала 618 побед при 233 поражениях.
3 февраля 2003 года Калхун анонсировал, что у него диагностирован рак простаты. Он сразу же взял отпуск в команде и через три дня перенес операцию по удалению простаты. Его выписали из больницы 9 февраля, и уже через несколько дней он снова участвовал в повседневной работе команды. 22 февраля Джим Калхун вернулся на паркет во время матча с командой Сент-Джонс, всего через 16 дней после операции.
30 мая 2008 года было объявлено, что Калхун проходит курс лечения от плоскоклеточной карциномы.
13 июня 2009 года Калхун упал во время благотворительного велопробега и сломал пять ребер.
19 января 2010 года Калхун снова взял отпуск в команде по состоянию здоровья. У Калхуна было диагностировано «серьезное» заболевание, которое он хотел обсудить со своей семьей.
3 февраля 2012 года Калхун взял отпуск по болезни из-за стеноза позвоночника. Он вернулся 3 марта 2012 года, менее чем через неделю после операции на спине, и тренировал команду Коннектикутского университета, одержав победу над «Питтсбургом» в заключительной игре регулярного сезона.
После перелома левого бедра, полученного во время катания на велосипеде 4 августа 2012 года, Калхун в тот же день перенес операцию.
13 сентября 2012 года Калхун ушел в отставку с поста баскетбольного тренера, завершив 26-летнюю карьеру в «Коннектикутском университете».
18 сентября 2018 года Калхун был назначен первым главным тренером мужской баскетбольной команды в Университете Сент-Джозефа (USJ). Глен Миллер стал его помощником.
18 ноября 2021 года Калхун объявил, что покидает пост главного тренера «Сент-Джозефа».

## Воспитанники в НБА
1. 1987: Реджи Льюис — Бостон Селтикс
2. 1989: Клиффорд Робинсон — Портленд Трэйл Блэйзерс
3. 1990: Тэйт Джордж — Нью-Джерси Нетс
4. 1992: Крис Смит — Миннесота Тимбервулвз
5. 1993: Скотт Баррелл — Шарлотт Хорнетс
6. 1994: Доньелл Маршалл — Миннесота Тимбервулвз
7. 1995: Кевин Олли — Даллас Маверикс
8. 1995: Донни Маршалл — Кливленд Кавальерс
9. 1996: Рэй Аллен — Милуоки Бакс
10. 1996: Трэвис Найт — Чикаго Буллз
11. 1996: Дорон Шеффер — Лос-Анджелес Клипперс
12. 1999: Ричард Хэмилтон — Вашингтон Уизардс
13. 2000: Халид Эль-Амин — Чикаго Буллз
14. 2000: Джейк Воскул — Чикаго Буллз
15. 2002: Кэрон Батлер — Майами Хит
16. 2004: Эмека Окафор — Шарлотт Бобкэтс
17. 2004: Бен Гордон — Чикаго Буллз
18. 2005: Чарли Вильянуэва — Торонто Рэпторс
19. 2006: Хилтон Армстронг — Нью-Орлеан Хорнетс
20. 2006: Джош Бун — Нью-Джерси Нетс
21. 2006: Денэм Браун — Сиэтл Суперсоникс
22. 2006: Руди Гей — Мемфис Гриззлис
23. 2006: Маркус Уильямс — Нью-Джерси Нетс
24. 2009: Эй Джей Прайс — Индиана Пэйсерс
25. 2009: Хашим Табит — Мемфис Гриззлис
26. 2010: Джефф Эдриен — Голден Стэйт Уорриорз
27. 2011: Кемба Уокер — Шарлотт Бобкэтс
28. 2012: Андре Драммонд — Детройт Пистонс
29. 2012: Джереми Лэмб — Оклахома-Сити Тандер